# Вокални мишић
Вокални или гласни мишић (лат. musculus vocalis) је мали парни мишић гркљана, који неки аутори описују и као део тироаритеноидног мишића. Састоји се од хоризонталних влакана смештених у гласној жици (лат. plica vocalis).
Мишић се припаја на задњој страни тироидне хрскавице гркљана, на влакнима тироаритеноидног мишића и на вокалном наставку и овалној јамици предње-спољашње стране аритеноидне гркљанске хрскавице.
Инервисан је од стране моторних влакана вагусног живца, која у њега доспевају преко доњег гркљанског нерва. Основна улога му је затезање и скраћивање одговарајуће гласне жице, као и повећавање њене дебљине што је значајно са аспекта фонације.